# Galway
Galway, en irlandès Gaillimh ˈɡalʲɪvʲ) o Cathair na Gaillimhe, és una ciutat d'Irlanda, capital del comtat de Galway, a la província de Connacht. L'Ajuntament de Galway (en anglès Galway Town Council) és una institució local de Galway. Antigament es digué Galway Corporation, es fundà l'any 1485 a través d'una Carta de Batlloria atorgada a la ciutat el desembre del 1484 pel rei Ricard III d'Anglaterra. El primer alcalde fou Peirce Lynch. Dissolt el 1841 i substituït pel Consell Urbà del Districte de Galway, però revifat el 1937 com a municipi i el 1985 com a municipi comtal.

## Etimologia
La ciutat pren el nom del riu Gaillimh (riu Corrib) que feia de frontera occidental de l'assentament més antic, que era anomenat Dún Bhun na Gaillimhe ("Fortalesa a la boca del Gaillimh"). La paraula Gaillimh vol dir "pedregós". Històricament, el nom és una anglicització de Galliv, que s'apropa a la pronunciació irlandesa.
Segons algunes llegendes, l'origen del topònim es trobaria en la mitologia celta, segons la qual Galvia, filla del rei Breasal, es va ofegar prop d'una roca al Corrib. Un corrent minoritari d'historiadors defensa que el nom és una derivació del terme llatí Gallaeci (Gallaecia), terra amb la qual els avantpassats de Galway haurien tingut fluides relacions des de temps molt remots.
La ciutat també té el sobrenom de "ciutat de les tribus" (Cathair na dTreabh) per les catorze tribus de famílies de mercaders que lideraren la ciutat durant el període Hiberno-Normand. El terme tribus era sovint pejoratiu durant el govern Cromwellià. Els mercaders es consideraven nobles irlandesos i lleials al rei. Més tard es va adoptar el terme com una insígnia d'honor i orgull en desafiament als ocupants cromwellians de la ciutat.

## Demografia
Segons el cens de 2011 Galway té una població de 75.414, amb un increment de 3.000 sobre el cens de 2006.
Segons el cens de 2006 la població de Galway i rodalia era de 72.729, dels quals 72.414 vivien als límits de la ciutat i 315 als voltants en el comtat de Galway. Si continua aquesta taxa de creixement, la població arribarà a 100.000 habitants el 2020. La ciutat de Galway és la tercera més poblada de la República d'Irlanda i la cinquena de l'illa d'Irlanda. Tanmateix, la població de la zona urbana és la quarta de la República i la sisena de l'illa.
Aproximadament el 78% dels habitants de Galway són irlandesos descendents dels gaèlics nadius i els colonitzadors hiberno-normands. Un 5% són irlandesos nascuts a l'estranger. Aproximadament el 17% de la població és estrangera. Gairebé la meitat d'aquest grup són europeus, principalment polonesos i d'altres estats del Centre d'Europa i del Bàltic (Letònia i Lituània). Hi ha petits grups d'immigrats asiàtics i africans (Nigèria, Zimbàbue i Sri Lanka). Segons el cens de 2006 el 15,4% de la població té 0–14 anys, el 76,1% té 15–64 anys, i el 8,5% més de 65 anys. El 51,9% de la població és femenina i el 48,1% masculina.

## Història

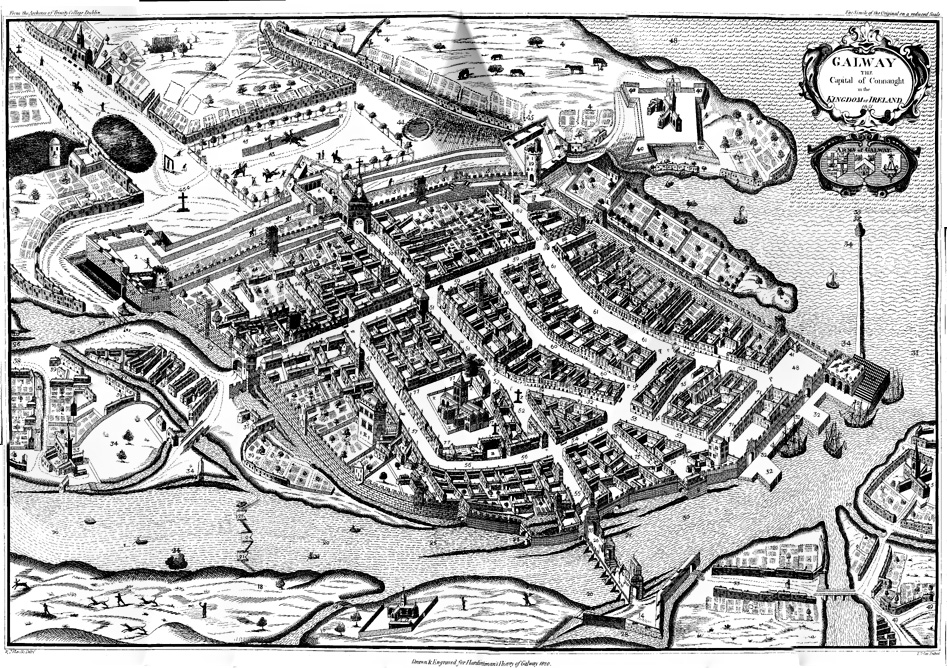
Mapa de ciutat emmurallada de Galway (1651).

El naixement de la ciutat va tenir lloc al segle xiii quan Richard de Burgh, un dels invasors anglonormands, va intentar prendre el castell defensat pel clan local dels O'Flaherty. Després de dos anys de setges, va aconseguir el seu objectiu. Des de 1232, assetjada per les tribus irlandeses, la vila de Galway va créixer emmurallada i fidel al tron anglès. De la mà dels dirigents normands, unes quantes famílies van monopolitzar els principals negocis. Aquesta va ser la gènesi de les catorze tribus de Galway, apel·latiu que els soldats d'Oliver Cromwell dedicarien segles després als poders fàctics de la ciutat.
En el segle xiv la vila ja començava a perfilar-se com un puixant port comercial en el qual els vins espanyols eren molt benvolguts. Potser la més important d'aquestes famílies va ser la dels Lynch que van construir l'església de Saint Nicholas, considerada com la segona parròquia medieval més gran i millor conservada d'Irlanda.
Galway va ser destinació habitual de vaixells espanyols als segles XV i XVI, en l'antic moll encara es conserven arcs, just davant del Spanish Parade. El comerç del vi era el centre de gairebé totes les transaccions comercials a Galway, així com la pesca del salmó, disputada entre francesos, portuguesos, anglesos i espanyols, en la que Felip II va accedir a pagar 1.000 lliures pel dret espanyol a pescar-hi.

## Galeria d'imatges

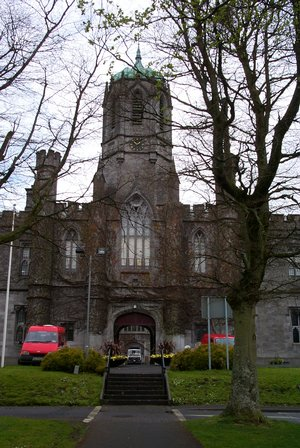
Quadrangle (Rectorat de la NUIG-Campus de Galway
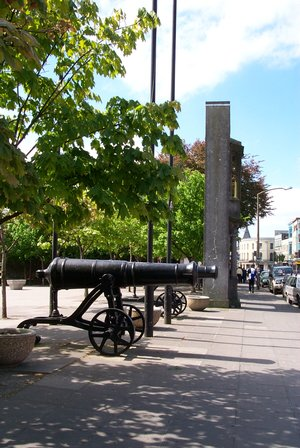
Canons a Eyre Square
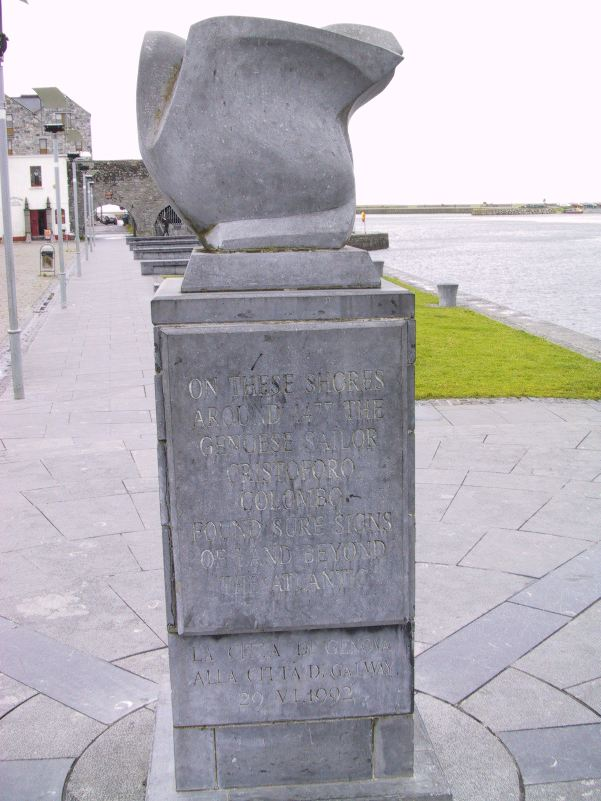
Pedra-monument a Colom al passeig espanyol de la ciutat de Galway
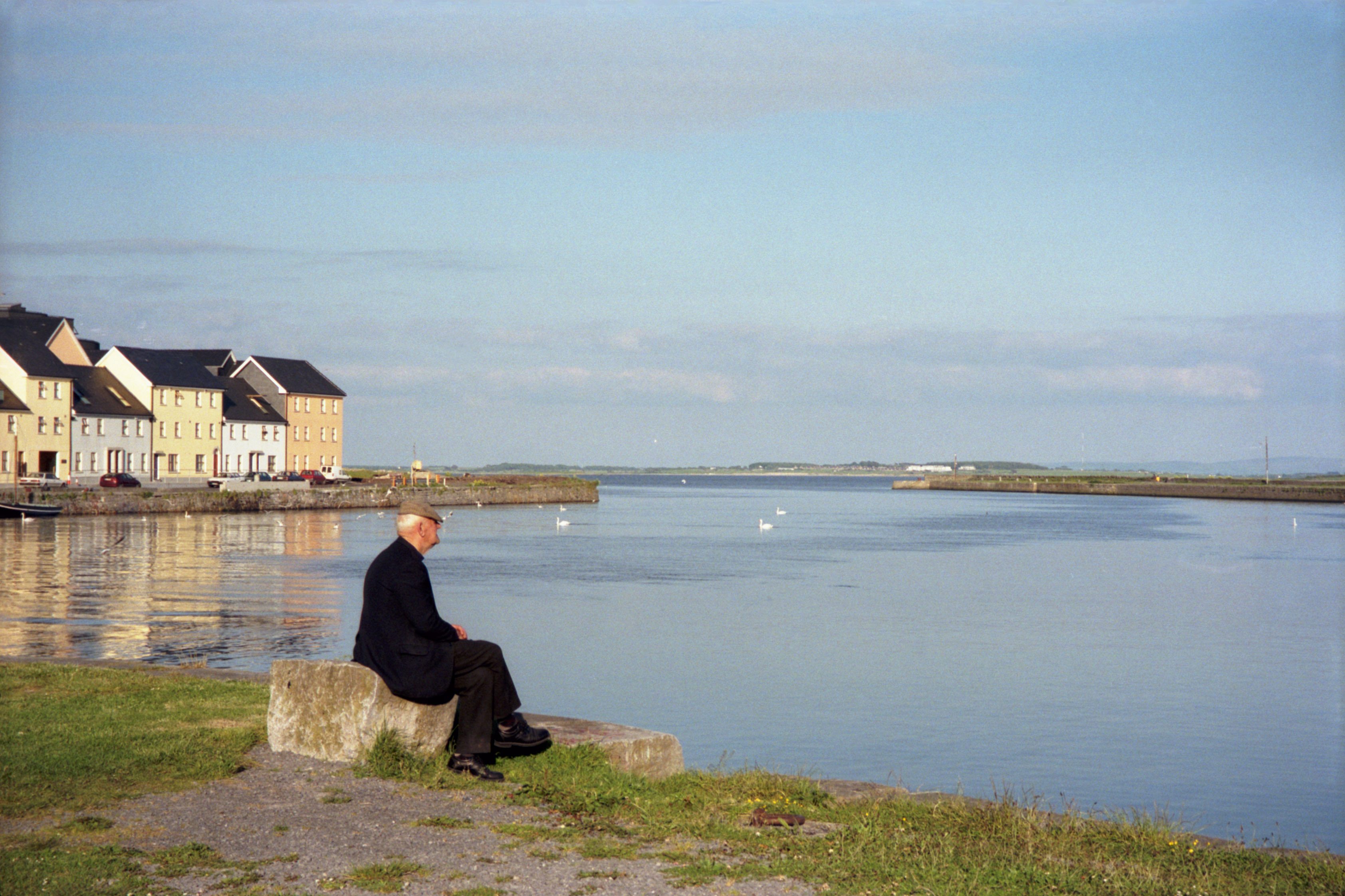
Moll de Ballyknow, Port de Galway
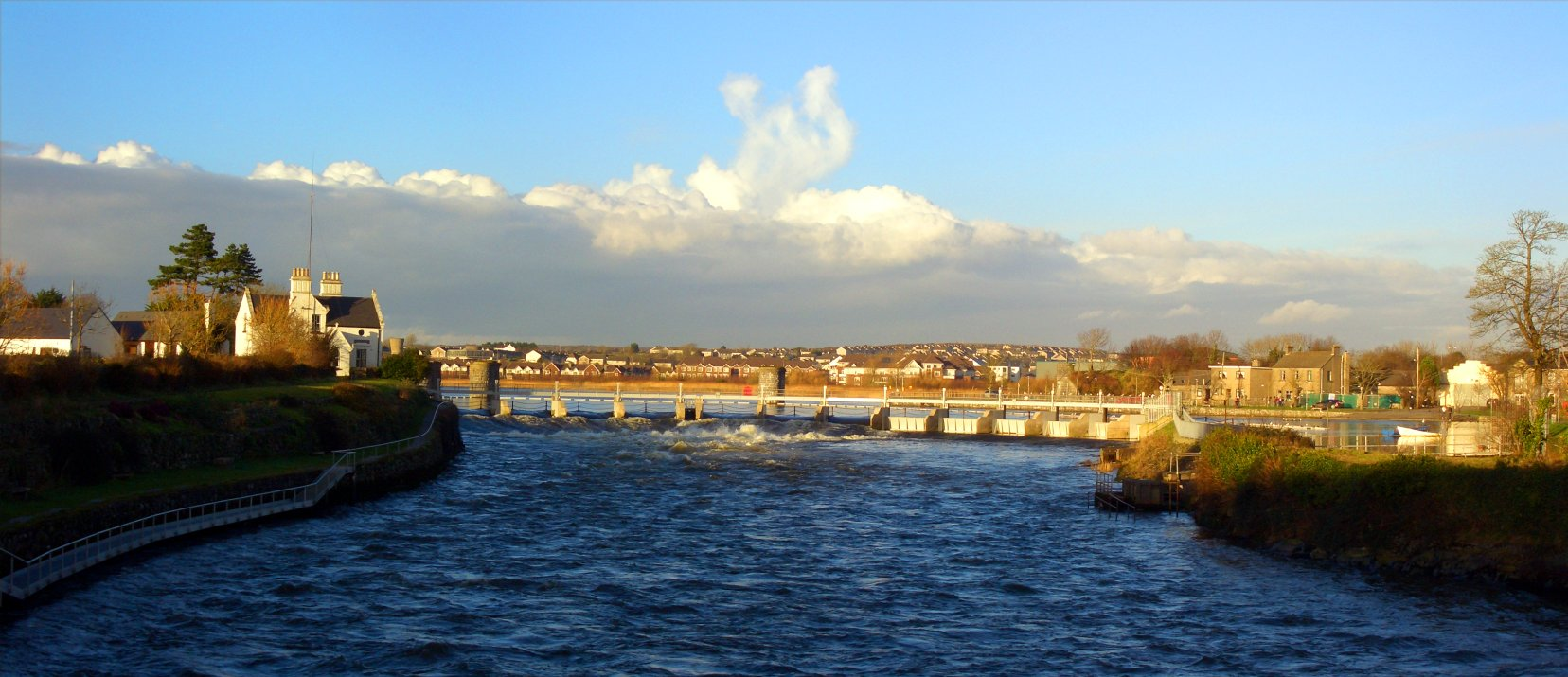
Embassament i pont del Salmó
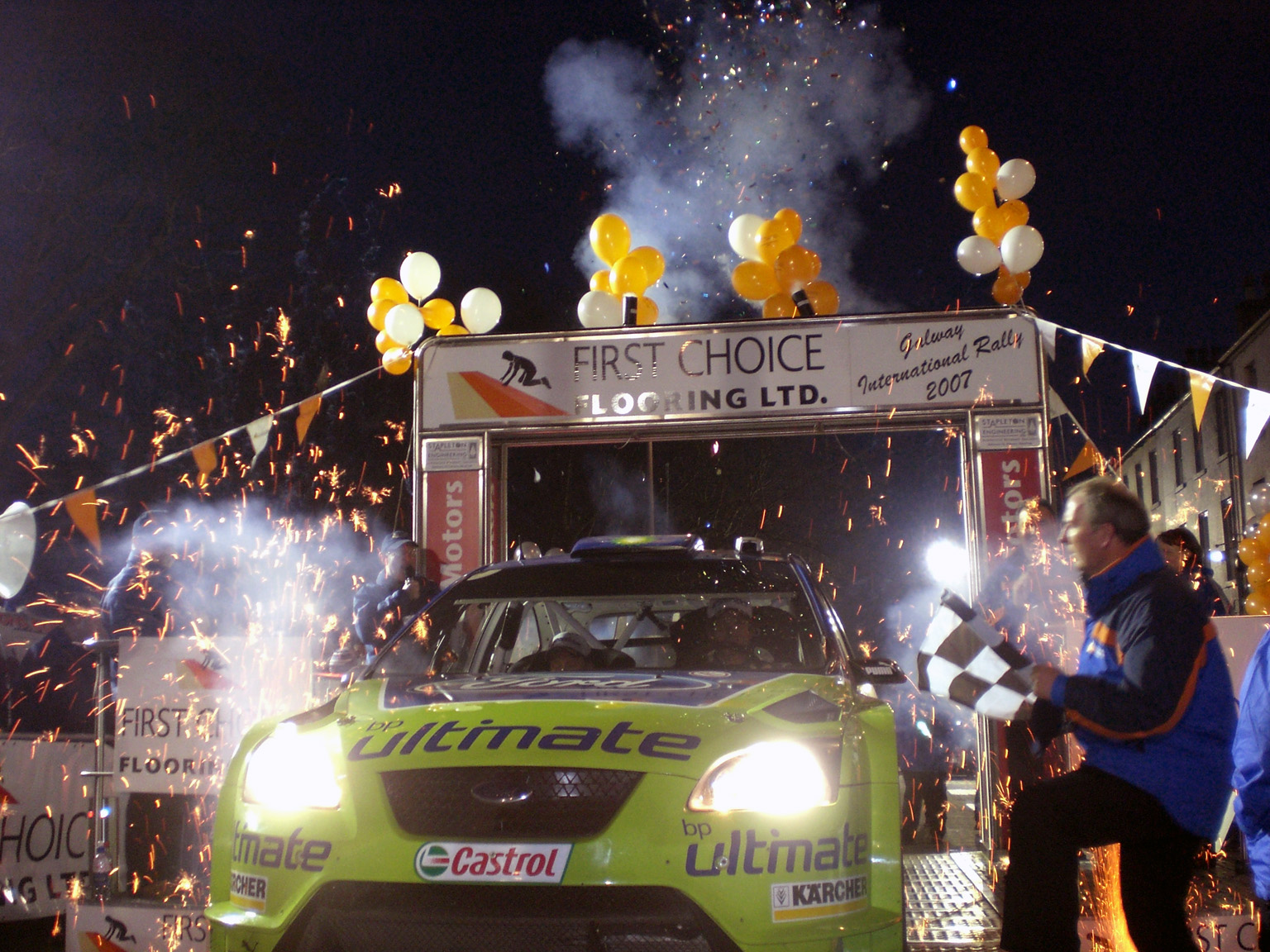
Galway International Rally, febrer de 2007
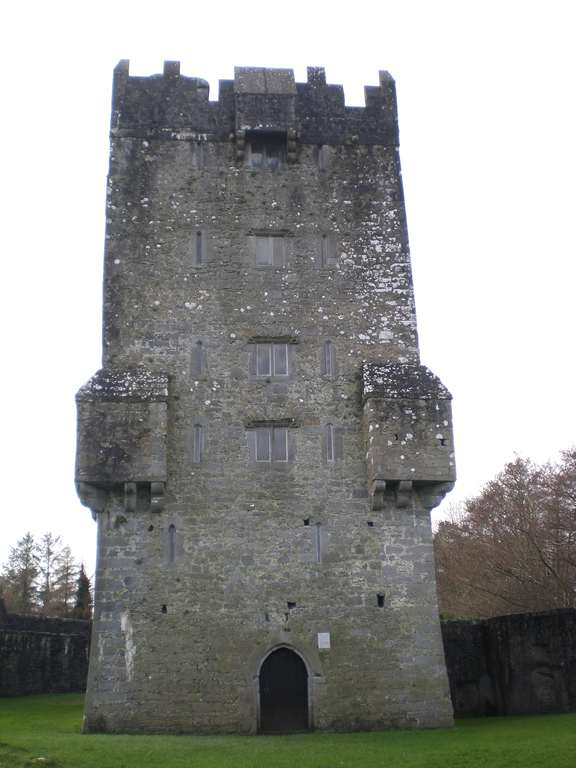
Castell d'Aughnanure - La torre dels O'Flahertys
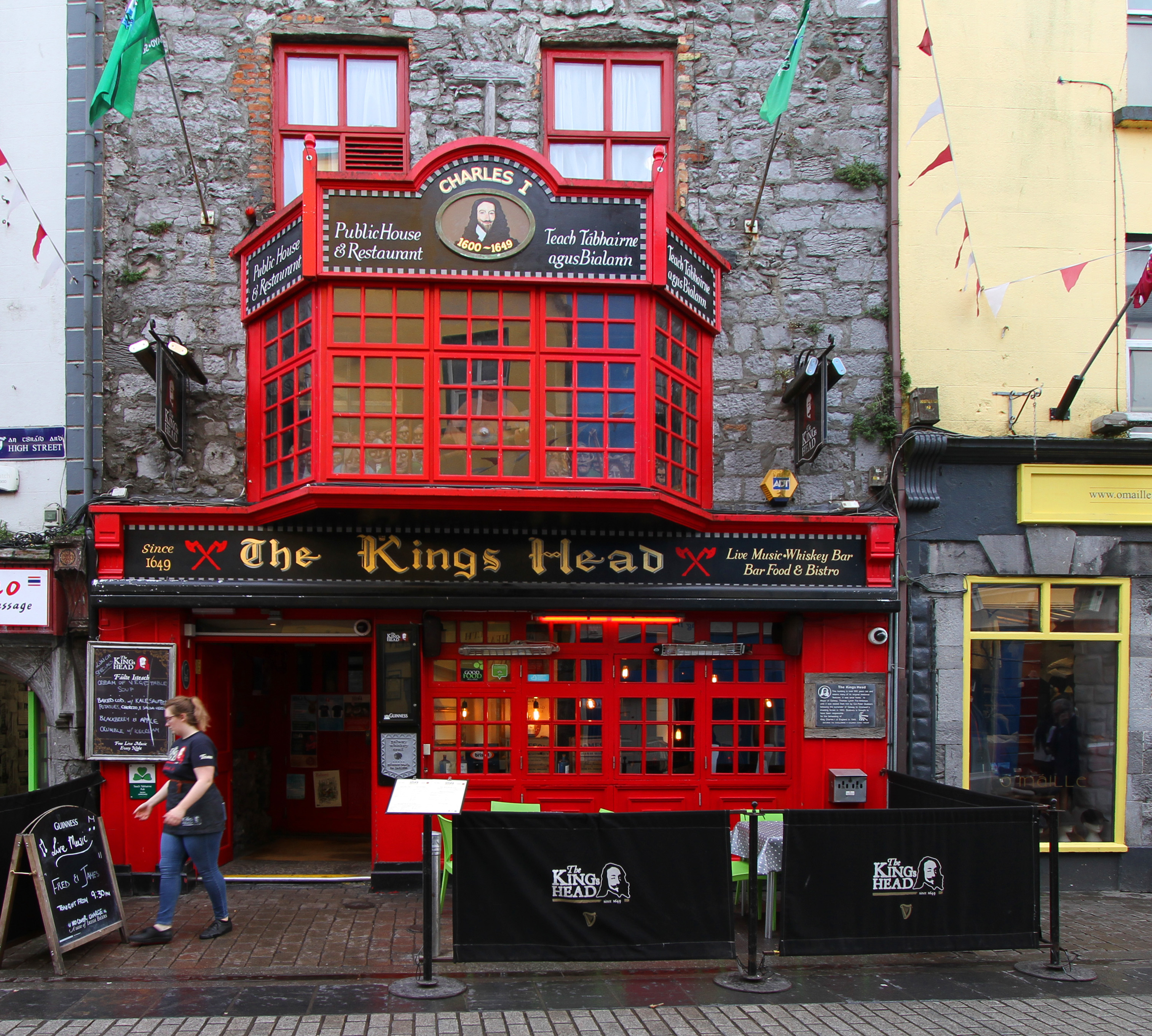
Kings Head
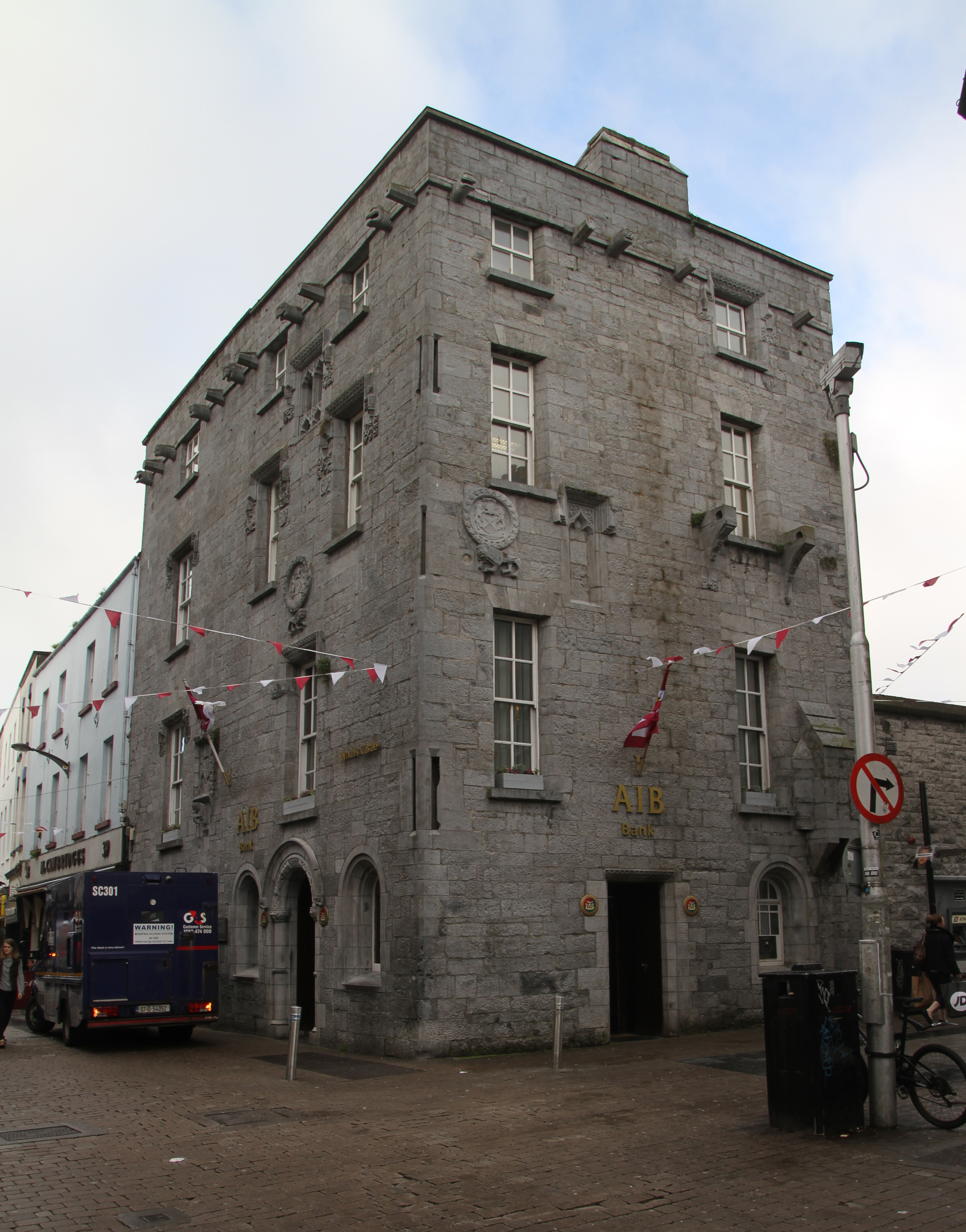
Lynch's Castle
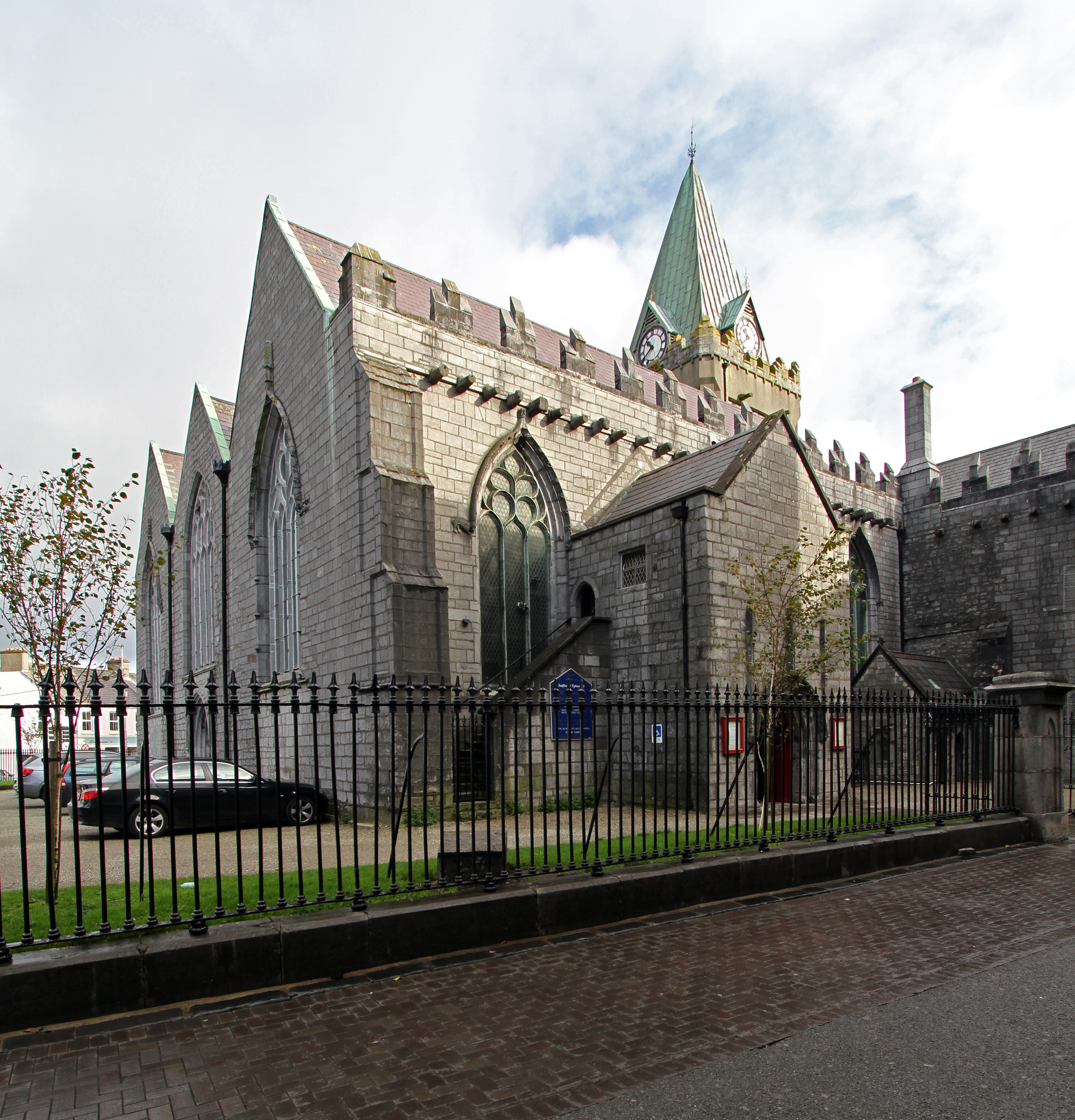
St. Nicholas